# Sega Superstars
Sega Superstars es un videojuego de minijuegos desarrollado por Sonic Team para PlayStation 2 y publicado por Sega el 22 de octubre de 2004 en Europa, el 3 de noviembre de 2004 en Estados Unidos, y el 11 de noviembre de 2004 en Japón. El juego se caracteriza por contar con una colección de 12 minijuegos basados en varios títulos de Sega, los cuales son jugados con el periférico EyeToy.
Este es el último videojuego que incluye a Ryan Drummond como la voz de Sonic antes de ser reemplazado por Jason Griffith. Al mismo tiempo, esta es la primera aparición de Sonic en un juego con clasificación superior a "E" (for Everyone) otorgado por la ESRB. Otros juegos posteriores del erizo obtendrían esta clasificación como Shadow the Hedgehog, Sonic the Hedgehog 2006 y Sonic Unleashed.

## Modo de juego
El modo de juego es similar al videojuego EyeToy: Play, en el cual los jugadores usan su cuerpo para jugar a una variedad de minijuegos. Sin embargo, mientras ese juego únicamente recoge movimientos del jugador, Sega Superstars usa un sistema más avanzado. Antes de comenzar cada minijuego, se muestra un setup screen en un área naranja. Con el fin de empezar un minijuego, los jugadores tienen que estar de pie en una posición sobre el área naranja sin hacer ningún movimiento y seleccionar el botón de continuar. Este método determina qué área es el trasfondo, permitiendo al EyeToy recoger la posición del jugador, en lugar de únicamente las áreas de movimiento. Esto es particularmente destacado en juegos como Puyo Pop Fever, el cual usa el cuerpo entero del jugador.

### Minijuegos
Sega Superstars cuenta con un total de 12 minijuegos, cada uno de ellos basado en diferentes franquicias de Sega:
- Sonic the Hedgehog: Usando sus manos, el jugador debe guiar a Sonic a través de una tubería, recogiendo anillos y Esmeraldas Caos mientras esquiva bombas.
- Super Monkey Ball: Los jugadores usan sus brazos para manejar a Ai-Ai rodando en una bola a través de un laberinto, intentando llegar a la meta sin caer fuera del nivel.
- Samba de Amigo: Los jugadores mueven sus manos a una de las seis áreas a ritmo de la música.
- Space Channel 5: Jugando con Ulala, los jugadores deben copiar los movimientos de baile dados por los oponentes Morolian golpeando los monitores con sus brazos.
- NiGHTS into Dreams: Usando sus brazos como si estuvieran volando, los jugadores guían a NiGHTS a través de una serie de anillos y coleccionables.
- The House of the Dead: Los jugadores usan su cuerpo para atacar a los zombis que aparecen en pantalla, teniendo al mismo tiempo cuidado de no golpear a ningún rehén.
- Virtua Fighter: Los jugadores luchan contra varios luchadores haciendo uso de rápidos comandos de ataque mientras también se defienden de los ataques de sus oponentes.
- Billy Hatcher: Los jugadores deben usar movimientos escalonados para ayudar a Billy Hatcher a rodar un huevo gigante y completar cada nivel.
- Puyo Pop Fever: Los jugadores usan su cuerpo entero para canalizar a los Puyos de colores en sus respectipos departamentos, siendo cuidadosos para que no ruede accidentalmente ninguna bomba alguno de ellos.
- ChuChu Rocket!: Los jugadores usan sus manos para activar mecanismos y guiar a los ChuChus a un cohete mientras los protegen de un gato hambriento.
- Virtua Striker: Los jugadores juegan como un portero de fútbol e intentan golpear el balón con los puños dirigiéndolo a unos globos.
- Crazy Taxi: Los jugadores intentan hacer muchos movimientos y ruidos como sea posible para atraer la atención de un taxi.

## Desarrollo
Antes de Sega Superstars, algunos juegos han hecho uso del periférico EyeToy. Como tal, el videojuego ha sido desarrollado como un producto que combinaría la novedad de este accesorio con la familiaridad de las franquicias first-party de Sega. El juego fue anunciado en abril de 2004 y mostrado en distintos eventos como en el Electronic Entertainment Expo (E3) y en el Tokyo Game Show del mismo año.
- Datos: Q4049259